# Mindaugas Mizgaitis
Mindaugas Mizgaitis (Kaunas, 14 ottobre 1979) è un lottatore lituano, specializzato nella lotta greco-romana.

## Palmarès

### Olimpiadi
- 1 medaglia:
  - 1 argento (Pechino 2008 nei 120 kg)

### Europei
- 1 medaglia:
  - 1 bronzo (Baku 2010 nei 120 kg)

### Universiadi
- 1 medaglia:
  - 1 bronzo (Izmir 2005 nei 120 kg)